# Per i morti di Reggio Emilia
(Per i morti di Reggio Emilia)
Per i morti di Reggio Emilia è una canzone scritta nel 1960 dal cantautore torinese Fausto Amodei.

## La canzone
Amodei è tra i fondatori nel 1957 del gruppo torinese dei Cantacronache che, per primi in Italia, cercano di creare un nuovo tipo di canzone che si allontani dalla canzone di consumo, sul modello degli chansonniers francesi e dell'opera di Bertolt Brecht e Kurt Weill, e che recuperi la tradizione del canto popolare e dei cantastorie italiani.
Nel 1960, in occasione dei moti popolari contro il governo di Fernando Tambroni che coinvolsero molte città italiane con scontri sanguinosi, morti e feriti, e che portarono alla strage di Reggio Emilia scrive la sua canzone più famosa, Per i morti di Reggio Emilia, ancora conosciutissima ed eseguita in occasione di manifestazioni operaie e studentesche. 
In seguito la canzone viene reinterpretata da molti artisti, inoltre l'aria verrà utilizzata per diversi cori calcistici, tra cui compare l'inno del gruppo ultrà milanista Brigate Rossonere.

## Alcune incisioni
- 1960: Fausto Amodei (EP Cantacronache 6, Italia Canta, EP 45/C/0016)
- 1972: Il Nuovo Canzoniere Italiano (album Il bosco degli alberi, I Dischi del Sole, DS 307/9 - DS 310/12)
- 1974: Stormy Six (album Guarda giù dalla pianura, Ariston Records, AR 12114)
- 1975: Canzoniere delle Lame (EP Per i morti di Reggio Emilia, Editoriale Sciascia)
- 1975: Milva (album Libertà, Ricordi, SMRL 6172)
- 1976: Maria Carta (album Vi canto una storia assai vera, RCA Italiana, TNL13502)
- 2015: Modena City Ramblers (album Tracce clandestine, MCRecords)
- 2016: Giovanni Guidi, Gianluca Petrella, Louis Sclavis, Gerald Cleaver (album Ida Lupino, ECM - strumentale)
- 2022: Francesco Guccini, album Canzoni da intorto

## Citazioni
L'EP inciso nel 1985 dai CCCP Fedeli alla linea Compagni, cittadini, fratelli, partigiani prende il titolo dal primo verso della canzone.